# Burrito Deluxe
Burrito Deluxe è il secondo album discografico del gruppo musicale country rock The Flying Burrito Brothers, pubblicato nel maggio del 1970 negli Stati Uniti su etichetta A&M Records (n. cat. 4258). Si tratta dell'ultimo disco della band con in formazione Gram Parsons prima del suo allontanamento dal gruppo. Contiene la prima versione in assoluto dell'ancora inedita ai tempi Wild Horses, pubblicata su disco con un anno di anticipo rispetto alla versione originale dei Rolling Stones inclusa in Sticky Fingers.

## Il disco
Dopo la pubblicazione del precedente album di debutto, l'ex Byrd Michael Clarke venne assunto come batterista a tempo pieno nei Burritos. Il bassista Chris Ethridge uscì dalla band a causa della frustrazione per la mancanza di successo del gruppo, e al suo posto arrivò in sostituzione il chitarrista Bernie Leadon. Chris Hillman si spostò nuovamente al suo vecchio ruolo di bassista.
All'epoca delle sessioni di registrazione per l'album, Parsons aveva sviluppato una profonda amicizia ed intesa musicale con Keith Richards dei Rolling Stones, incontrato per la prima volta nel 1968. Il 7 dicembre 1969 Richards diede a Parsons un nastro demo della canzone Wild Horses, il giorno dopo l'infausto concerto di Altamont, apparentemente per consolarlo da una forte litigata avuta con Michelle Phillips. Mick Jagger acconsentì all'inclusione della cover a patto che il brano non venisse pubblicato come singolo dai Burrito Brothers. La traccia Lazy Days composta da Parsons ed inclusa in Burrito Deluxe, era già stata provata nei suoi precedenti gruppi, International Submarine Band e Byrds, ma nessuna delle versioni aveva soddisfatto l'autore e il brano era quindi rimasto inedito. Dopo il completamento dell'album, Gram Parsons iniziò a perdere interesse nei Flying Burrito Brothers, e dopo aver disertato numerosi concerti, incapace di suonare per l'abuso di alcol e droga, il chitarrista venne licenziato dalla band alla fine del 1970.

## Tracce
Lato A
1. Lazy Days – 2:58 (Gram Parsons)
2. Image of Me – 3:20 (Harlan Howard)
3. High Fashion Queen – 2:05 (Chris Hillman, Gram Parsons)
4. If You Gotta Go, Go Now – 1:47 (Bob Dylan)
5. Man in the Fog – 2:30 (Bernie Leadon, Gram Parsons)
6. Farther Along – 3:58 (Pubblico dominio, arrangiamenti di Chris Hillman e Gram Parsons)

Durata totale: 16:38
Lato B
1. Older Guys – 2:30 (Chris Hillman, Bernie Leadon, Gram Parsons)
2. Cody, Cody – 2:43 (Chris Hillman, Gram Parsons)
3. God's Own Singer – 2:04 (Bernie Leadon)
4. Down in the Churchyard – 2:19 (Chris Hillman, Gram Parsons)
5. Wild Horses – 6:20 (Mick Jagger, Keith Richards)

Durata totale: 15:56

## Formazione
- Gram Parsons — voce, chitarra ritmica, tastiere
- Chris Hillman — voce, basso, mandolino
- Sneaky Pete Kleinow — pedal steel guitar
- Bernie Leadon — voce, chitarre, dobro
- Michael Clarke — batteria

Musicisti aggiuntivi
- Leon Russell — pianoforte in Man in the Fog e Wild Horses
- Byron Berline — violino
- Tommy Johnson — tuba
- Buddy Childers — cornetta, flicorno
- Leopold C. Carbajal — fisarmonica
- Frank Blanco — percussioni